# Лінденберг-ім-Альгой
Лінденберг-ім-Альгой (нім. Lindenberg im Allgäu) — місто в Німеччині, знаходиться в землі Баварія. Підпорядковується адміністративному округу Швабія. Входить до складу району Ліндау.
Площа — 11,85 км2. Населення становить 11 512 ос. (станом на 31 грудня 2020).